# Cole Hamels
Colbert Michael Hamels (* 27. Dezember 1983 in San Diego, Kalifornien) ist ein US-amerikanischer Pitcher in der Major League Baseball. Der Linkshänder spielte in der American League bei den Texas Rangers. Bevor er 2018 zu den Chicago Cubs getradet wurde.

## High School und Draft
Während seiner Zeit auf der High School in San Diego wurde Hamels von einigen Teams beobachtet. Zu dieser Zeit ragte vor allem die Geschwindigkeit seines Fastballs heraus, den er schon während dieser Schulzeit mit einer Maximalgeschwindigkeit von 94 mph (ca. 150 km/h) warf. Nachdem sich Hamels allerdings im Junior Year den Arm brach, verloren einige Teams, unter anderem auch die Padres aus Hamels Heimatstadt, das Interesse. Trotz alledem wurde Hamels in der ersten Runde des Draft 2002 von den Philadelphia Phillies gewählt.

## Major League Baseball

### 2006
Im Mai 2006 wurde Hamels in das MLB-Team der Phillies berufen, wo er am 12. Mai sein Debüt gegen die Cincinnati Reds bestritt. Er pitchte fünf Innings ohne Earned Run, wobei er nur einen Hit bei sieben Strikeouts zuließ. Allerdings musste er auch fünf Schlagmänner durch Walk auf die erste Base lassen.

### 2007
Am 16. Mai 2007 schaffte es Hamels, gegen die Milwaukee Brewers, den Weg zu einem perfekten Spiel bis in das siebte Inning zu gehen. Dort musste er dann aber den ersten Schlagmann Rickie Weeks aufgrund eines Walk auf die erste Base lassen, von dem nachfolgenden Batter, J. J. Hardy, kassierte er dann gar einen Home Run.
Am 1. Juli wurde Hamels erstmals für die National League zum MLB All-Star Game eingeladen.

### 2008
Gegen die Atlanta Braves konnte Hamels am 15. Mai 2008 zum ersten Mal in seiner Karriere ein komplettes Spiel pitchen. Zudem erreichte er während der Saison einen für einen Pitcher sehr guten Schlagdurchschnitt von .250.
In Spiel 1 der National League Division Series gegen die Milwaukee Brewers pitchte Hamels acht starke Innings mit 9 Strikeouts und konnte somit den ersten Playoff-Win seiner Karriere verbuchen. In der National League Championship Series wurde Hamels gar zum MVP der Serie gewählt, nachdem er zwei Spiele mit Erfolg und einem ERA von 1,93 spielen konnte und so großen Anteil am Erreichen der World Series hatte.

#### World Series 2008
In Spiel 1 der World Series 2008 am 22. Oktober 2008 wurde Hamels als Starting Pitcher eingesetzt und konnte den ersten Win in der Serie erreichen. Auch im entscheidenden Spiel 5 der Serie startete Hamels. Im Anschluss an den Sieg seines Teams in der Serie gegen die Rays wurde Hamels zum MVP der World Series gewählt.

## Privates
Hamels lebt mit seiner Frau Heidi Strobel in West Chester, Pennsylvania. Seine Eltern Gary und Amanda Hamels leben nach wie vor in San Diego.